# Карл XVI Густав
Карл XVI Густав (швед. Carl XVI Gustaf; род. 30 апреля 1946, дворец Хага, Сольна, Швеция) — король Швеции с 15 сентября 1973 года.

## Биография
Король Карл XVI, титуловавшийся с рождения принц Карл Густав Фольке Хубертус (швед. Carl Gustaf Folke Hubertus) — единственный сын принца Густава Адольфа, герцога Вестерботтенского, и принцессы Сибиллы Саксен-Кобург-Готской. У них уже было четыре дочери, три из которых позднее вышли замуж за лиц некоролевской крови.
Принц Густав Адольф погиб в авиационной катастрофе, произошедшей недалеко от Копенгагена 26 января 1947 года, ещё при жизни своего деда, Густава V, и отца, будущего Густава VI. Карлу было в это время неполных девять месяцев. После того как Густав V умер и дед Карла Густав VI Адольф наследовал ему в 1950 году, Карл стал наследником престола. Мать нынешнего короля, принцесса Сибилла, умерла в 1972 году.
В возрасте 7 лет принц Карл Густав узнал о гибели своего отца, о чём в 2005 году рассказал в обращении к подданным, посвящённом жертвам цунами в Юго-Восточной Азии.

### Крёстные родители
Был крещён в королевской церкви 7 июня 1946 года.
Его крёстными родителями стали:
- Датский кронпринц Фредерик, впоследствии король Фредерик IX (дат. Frederik IX), четвероюродный брат обоих родителей
- Датская кронпринцесса Ингрид Шведская (швед. Ingrid av Sverige), жена Фредерика IX и тётка по отцу новорождённого
- Кронпринц Норвегии Улаф, впоследствии король Улаф V (норв. Olav V), троюродный брат обоих родителей
- Принцесса Юлиана Нидерландская, впоследствии королева Нидерландов Юлиана (нидерл. Juliana der Nederlanden), троюродная сестра матери
- Шведский король Густав V, прадед по прямой мужской линии новорождённого (швед. Gustaf V)
- Принц Фридрих Иосия Саксен-Кобург-Готский (нем. Friedrich Josias Prinz von Sachsen-Coburg und Gotha), дядя по матери новорождённого
- Шведский кронпринц Густав Адольф, впоследствии король Густав VI, дед по отцу новорождённого (швед. Gustaf VI Adolf)
- Шведская кронпринцесса Луиза Маунтбеттен, впоследствии королева Луиза, вторая жена Густава VI, мачеха и, одновременно, троюродная сестра отца Карла (швед. Louise Mountbatten)
- Граф Фольке Бернадот (швед. Folke Bernadotte af Wisborg), двоюродный брат деда по отцу
- Графиня Мария Бернадот (швед. Maria Bernadotte af Wisborg)
- Граф Фридрих Бернадот (швед. Friedrich Bernadotte af Wisborg)

### Образование и военная служба

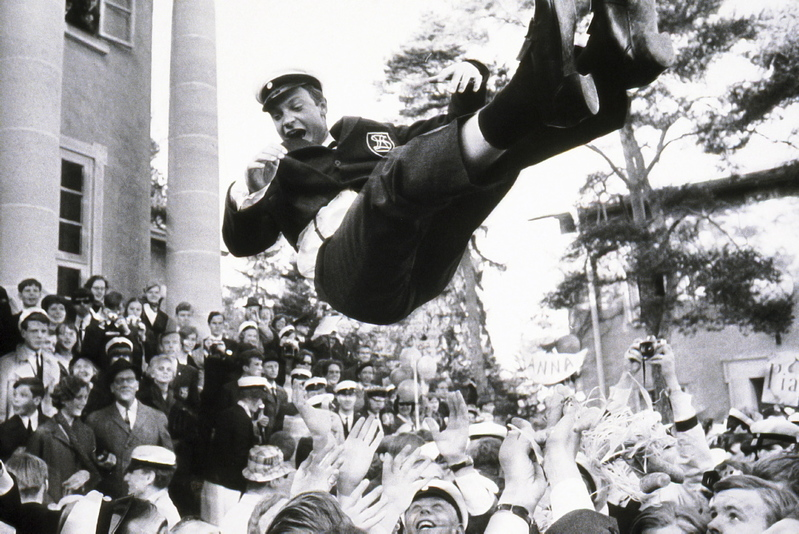
Празднование выпускного, 1966 год. Карла Густава подбрасывают в воздух выпускники

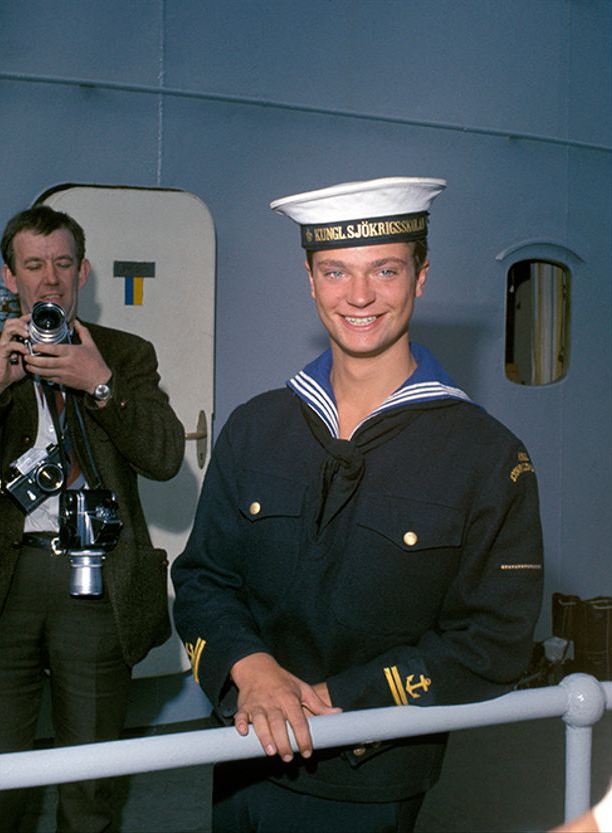
Карл Густав в форме моряка ВМС Швеции на борту минного заградителя «HSwMS Älvsnabben» в Дублине, 1967 год

Наследный принц Карл Густав окончил школу-интернат в Сигтуне, недалеко от Стокгольма, в 1966 году.
После этого он в течение двух с половиной лет проходил военную службу в различных родах войск — в армии, военно-воздушных силах и на флоте. Основное внимание он уделял службе во флоте, и с тех пор сохранил особый интерес к морю.
После военной службы наследный принц в течение года занимался по специальной образовательной программе в Упсальском университете. Эта программа включала ряд курсов по истории, социологии, политическим наукам, налоговому праву и экономике. После этого принц продолжал изучение национальной экономики в университете в Стокгольме.
Чтобы наследный принц получил глубокие и разнообразные знания о том, как управляется и как функционирует Швеция, чтобы он получил представление о повседневной жизни шведов, была составлена специальная программа для будущего главы государства. Он посещал государственные и региональные органы управления, предприятия, лаборатории и школы. Он изучал работу судебных органов, органов социального обеспечения, работу профсоюзов и союзов работодателей. Особое внимание уделялось работе правительства, риксдага и Министерства иностранных дел.
Он приобрёл также международный опыт, изучая работу постоянного представительства Швеции в ООН в Нью-Йорке, Шведского управления по развитию международного сотрудничества (SIDA) в Африке, он провёл время в Hambros Bank, шведском посольстве и торговой палате в Лондоне.

### На троне

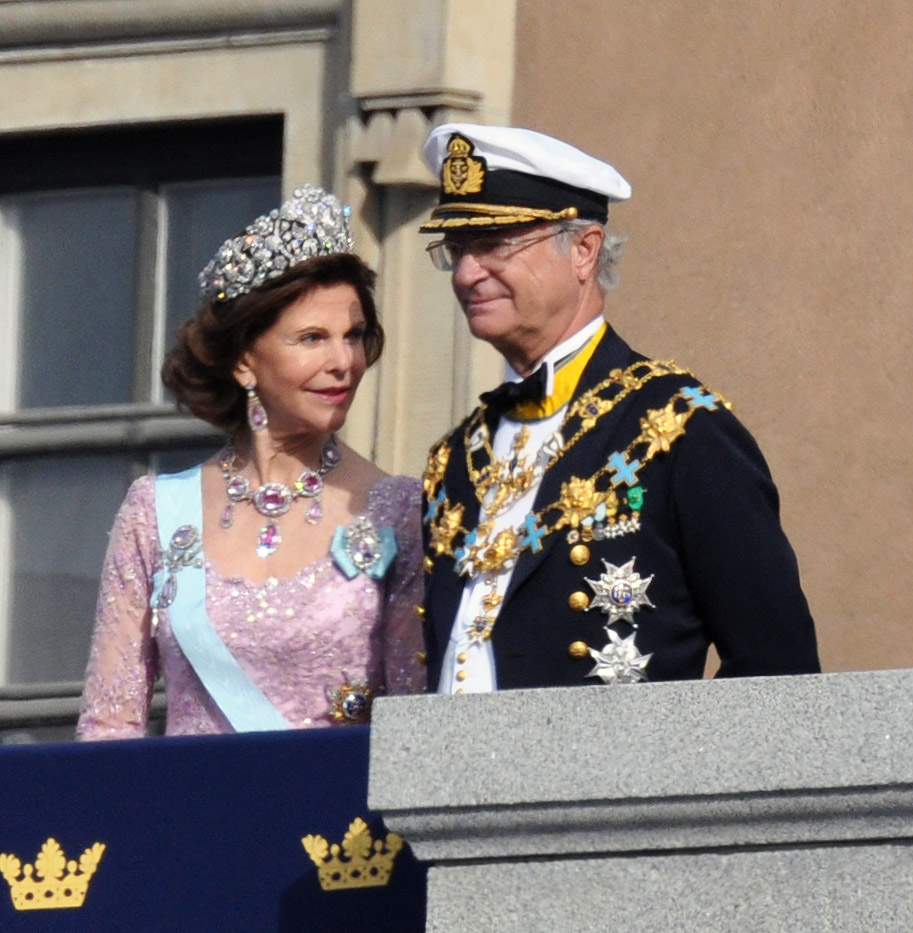
Король Карл XVI Густав с королевой Сильвией на королевской свадьбе своей дочери Виктории

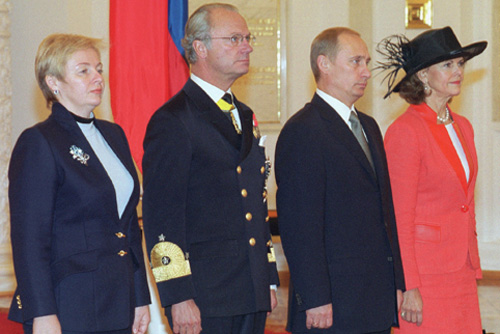
Король и Королева Швеции в Московском Кремле с Президентом России Владимиром Путиным и его супругой Людмилой Путиной в ходе государственного визита в Россию 8 октября 2001 года

Вступив в 1973 году на трон, 27-летний (самый молодой из династии Бернадотов) король Карл XVI Густав заменил своего 90-летнего деда Густава VI Адольфа. Именно тогда он выбрал своим девизом фразу: «За Швецию — в ногу со временем». После вступления на трон Карл продолжил внимательно следить за развитием различных сфер шведского общества, посещая всевозможные учреждения, организации и институты. Очень важны в этом отношении официальные поездки в каждый регион и лен Швеции — старинная королевская традиция, так называемая «эриксгата», восходящая к средним векам.
Новая конституция Швеции вступила в силу в 1974 году, в период царствования Карла Густава, и формально лишила нового короля некоторых прерогатив, в том числе назначения премьер-министра и статуса Верховного главнокомандующего вооруженными силами страны. Король, согласно новой конституции, стал исполнять обязанности только представительного и церемониального характера. Конституция 1974 года сохранила короля и его формальную политическую власть при сохранении его в качестве главы государства, закрепив реальную практику установления парламентского правления в 1917 году. Король официально назначал премьер-министра, хотя на практике он почти всегда был лидером партии большинства или коалиции в Риксдаге. Кроме того, законопроекты, принятые Риксдагом, не нуждаются в подписи короля, чтобы вступить в законную силу.
Он является основным представителем Швеции и совершает государственные визиты за рубеж, открывает ежегодную сессию Риксдага, проводит регулярные информационные совещания с премьер-министром и Кабинетом министров, председательствует на заседаниях Совета по иностранным делам, а также принимает верительные грамоты иностранных послов в Швеции. Он добровольно воздерживается от голосования на парламентских выборах в Швеции. В соответствии с положениями акта о форме правления 1974 года, которое вступило в силу 1 января 1975 года, король Карл XVI Густав больше не занимает должность Верховного Главнокомандующего, но он сохранил свои ряды а-ля люкс, так как он не имеет военного командования, кроме своего военного штаба во дворце. 15 сентября 2023 года стал первым монархом, отпраздновавшим Золотой юбилей правления.
Во всем мире Карл XVI Густав больше всего известен как ведущий Нобелевских премий ежегодно. Он также вручает Polar Music Prize. Король имеет почетные докторские степени шведского университета Сельскохозяйственных наук, Королевского технологического института, Стокгольмской школы экономики и университета Або в Финляндии.

### Прочие занятия
Ещё будучи мальчиком и активным членом организации скаутов, принц очень интересовался природой и любил проводить время на природе. В 1977 году он стал почётным председателем Всемирной скаутской организации. Очень рано он занял чёткую позицию защиты окружающей среды. Он также является президентом шведской ветви организации «Всемирный фонд дикой природы».
Король любит водные виды спорта (в том числе парусный), любит нырять с аквалангом, ходить на лыжах, несколько раз он участвовал в известном ежегодном 90-километровом лыжном марафоне в честь короля Густава Васы — «Васалоппет» (швед. Vasaloppet).
Карл XVI Густав также известен как большой любитель автомобилей: ими он увлёкся под влиянием своего дяди принца Бертиля. 23 марта 1974 года он в рамках официального визита в ФРГ специально посетил центр развития при автомобилестроительной компании Porsche в Вайссахе, чтобы ознакомиться с текущими достижениями и изучить новые тренды в автомобилестроении.

## Семья
На летних Олимпийских играх 1972 года в Мюнхене Карл познакомился с Сильвией Ренатой Зоммерлат. 19 июня 1976 года он женился на ней, таким образом сделав Сильвию королевой Швеции. И король, и королева принадлежат к Лютеранской церкви Швеции.
У королевской четы трое детей:
- кронпринцесса Виктория (род. 14 июля 1977)
- принц Карл-Филипп (род. 13 мая 1979)
- принцесса Мадлен (род. 10 июня 1982)

Принц Карл Филипп с момента рождения по 1 января 1980 года являлся кронпринцем и наследником шведского престола, однако конституционная реформа 1979 года изменила порядок престолонаследия в соответствии с принципом абсолютного первородства и сделала наследницей его старшую сестру принцессу Викторию.
С 7 октября 2019 года, согласно коммюнике об изменениях в шведском королевском доме, дети принца Карла-Филиппа и принцессы Софии (Александр, Габриэль, Юлиан и Инес) и принцессы Мадлен и Кристофера О’Нилла (Леонор, Николас и Адриенна) лишены статуса Королевских Высочеств и исключены из порядка наследования шведского престола. Тем не менее за ними сохраняются титулы принцев и герцогов, пожалованные им по приказу короля ранее.

## Награды
Награды Швеции
| Страна | Дата                            | Награда                                                     | Награда                                                     | Литеры    |
| ------ | ------------------------------- | ----------------------------------------------------------- | ----------------------------------------------------------- | --------- |
| Швеция | 15 сентября 1973                | Суверен                                                     | Орден Серафимов                                             |           |
| Швеция | 30 апреля 1946—15 сентября 1973 | Кавалер                                                     | Орден Серафимов                                             | RSerafO   |
| Швеция | 15 сентября 1973—               | Суверен ордена Полярной звезды                              | Суверен ордена Полярной звезды                              | KmstkNO   |
| Швеция | 15 сентября 1973—               | Суверен ордена Меча                                         | Суверен ордена Меча                                         | KmstkSO   |
| Швеция | 15 сентября 1973—               | Суверен ордена Васы                                         | Суверен ордена Васы                                         | KmstkVO   |
| Швеция | 15 сентября 1973—               | Суверен ордена Карла XIII                                   | Суверен ордена Карла XIII                                   | RCXIII:sO |
| Швеция |                                 | Памятная медаль к 90-летию короля Швеции Густава V          | Памятная медаль к 90-летию короля Швеции Густава V          |           |
| Швеция |                                 | Памятная медаль к 85-летию короля Швеции Густава VI Адольфа | Памятная медаль к 85-летию короля Швеции Густава VI Адольфа |           |
| Швеция |                                 | Памятная медаль к 50-летию короля Швеции Карла XVI Густава  | Памятная медаль к 50-летию короля Швеции Карла XVI Густава  |           |

- Почётный член Уппсальского университета (первый удостоенный звания)[6]

Награды других государств
| Страна                  | Дата вручения     | Награда                                                                                          | Награда                                                                                          | Литеры         |
| ----------------------- | ----------------- | ------------------------------------------------------------------------------------------------ | ------------------------------------------------------------------------------------------------ | -------------- |
| Аргентина               |                   | Кавалер цепи ордена Освободителя Сан-Мартина                                                     | Кавалер цепи ордена Освободителя Сан-Мартина                                                     |                |
| Бруней                  |                   | Великий командор ордена Короны Брунея                                                            | Великий командор ордена Короны Брунея                                                            | SPMB           |
| Чили                    |                   | Кавалер цепи ордена Заслуг                                                                       | Кавалер цепи ордена Заслуг                                                                       |                |
| Республика Корея        |                   | Кавалер ордена Мугунхва                                                                          | Кавалер ордена Мугунхва                                                                          |                |
| Египет                  |                   | Кавалер ордена Ожерелье Нила                                                                     | Кавалер ордена Ожерелье Нила                                                                     |                |
| Япония                  |                   | Кавалер цепи ордена Хризантемы                                                                   | Кавалер цепи ордена Хризантемы                                                                   |                |
| Нидерланды              |                   | Кавалер Большого креста ордена Оранских-Нассау                                                   | Кавалер Большого креста ордена Оранских-Нассау                                                   |                |
| Нидерланды              |                   | Командор ордена Золотого ковчега                                                                 | Командор ордена Золотого ковчега                                                                 |                |
| Португалия              |                   | Кавалер Большого креста ордена Башни и Меча                                                      | Кавалер Большого креста ордена Башни и Меча                                                      | GCTE           |
| Таиланд                 |                   | Кавалер специальной степени ордена Рамкирати                                                     | Кавалер специальной степени ордена Рамкирати                                                     |                |
| Венгрия                 |                   | Кавалер Большого креста ордена Заслуг гражданского дивизиона                                     | Кавалер Большого креста ордена Заслуг гражданского дивизиона                                     |                |
| Люксембург              |                   | Кавалер Большого креста ордена Адольфа Нассау                                                    | Кавалер Большого креста ордена Адольфа Нассау                                                    |                |
| Норвегия                | 1 октября 1957—   | Медаль «В память короля Хокона VII»                                                              | Медаль «В память короля Хокона VII»                                                              |                |
| Греция                  | 1964—             | Кавалер Большого креста ордена Спасителя                                                         | Кавалер Большого креста ордена Спасителя                                                         |                |
| Дания                   | 12 января 1965—   | Рыцарь ордена Слона                                                                              | Рыцарь ордена Слона                                                                              | RE             |
| Иран                    | 14 октября 1971—  | Юбилейная медаль 2500-летия основания Персидской империи                                         | Юбилейная медаль 2500-летия основания Персидской империи                                         |                |
| Норвегия                | 1974—             | Кавалер цепи ордена Святого Олафа                                                                | Кавалер цепи ордена Святого Олафа                                                                |                |
| Великобритания          | 1975—             | Кавалер Королевской Викторианской цепи                                                           | Кавалер Королевской Викторианской цепи                                                           |                |
| Дания                   | 10 апреля 1975—   | Великий командор ордена Данненброг                                                               | Великий командор ордена Данненброг                                                               | S.Kmd.         |
| Исландия                | 10 июня 1975—     | Кавалер цепи ордена Сокола                                                                       | Кавалер цепи ордена Сокола                                                                       |                |
| Австрия                 | 1976—             | Кавалер Большой звезды Почёта За заслуги перед Австрийской Республикой                           | Кавалер Большой звезды Почёта За заслуги перед Австрийской Республикой                           |                |
| Бельгия                 | 1977—             | Кавалер Большого креста ордена Леопольда I                                                       | Кавалер Большого креста ордена Леопольда I                                                       |                |
| Испания                 | 15 октября 1979—  | Кавалер цепи ордена Карлоса III                                                                  | Кавалер цепи ордена Карлоса III                                                                  |                |
| Великобритания          | 1983—             | Рыцарь ордена Подвязки                                                                           | Рыцарь ордена Подвязки                                                                           | KG             |
| Испания                 | 22 марта 1983—    | Рыцарь ордена Золотого руна                                                                      | Рыцарь ордена Золотого руна                                                                      |                |
| Франция                 | 1984—             | Кавалер Большого креста ордена Почётного легиона                                                 | Кавалер Большого креста ордена Почётного легиона                                                 |                |
| Португалия              | 13 января 1987—   | Кавалер Большой цепи ордена Инфанта дона Энрики                                                  | Кавалер Большой цепи ордена Инфанта дона Энрики                                                  | GColIH         |
| Иордания                | 1989—             | Кавалер цепи ордена Хусейна ибн Али                                                              | Кавалер цепи ордена Хусейна ибн Али                                                              |                |
| Норвегия                | 30 января 1991—   | Медаль «В память короля Олафа V»                                                                 | Медаль «В память короля Олафа V»                                                                 |                |
| Италия                  | 8 апреля 1991—    | Кавалер Большого креста декорированного лентой ордена «За заслуги перед Итальянской Республикой» | Кавалер Большого креста декорированного лентой ордена «За заслуги перед Итальянской Республикой» |                |
| Дания                   | 10 июня 1992—     | Памятная медаль «Серебряная свадьба королевы Маргрете II и принца Хенрика»                       | Памятная медаль «Серебряная свадьба королевы Маргрете II и принца Хенрика»                       | S.E.m.         |
| Польша                  | 16 сентября 1993— | Кавалер ордена Белого орла                                                                       | Кавалер ордена Белого орла                                                                       |                |
| Латвия                  | 1995—             | Кавалер Большого креста ордена Трёх звёзд с цепью                                                | Кавалер Большого креста ордена Трёх звёзд с цепью                                                |                |
| Эстония                 | 11 сентября 1995— | Кавалер Большого креста ордена Креста земли Марии                                                | Кавалер Большого креста ордена Креста земли Марии                                                |                |
| ЮАР                     | 1997—             | Кавалер специальной степени ордена Доброй надежды                                                | Кавалер специальной степени ордена Доброй надежды                                                |                |
| Украина                 | 19 марта 1999—    | Кавалер ордена князя Ярослава Мудрого 1 степени                                                  | Кавалер ордена князя Ярослава Мудрого 1 степени                                                  |                |
| Ватикан                 | 2002—             | Кавалер цепи ордена Пия IX                                                                       | Кавалер цепи ордена Пия IX                                                                       |                |
| Словакия                | 2002—             | Кавалер ордена Двойного белого креста 1 класса                                                   | Кавалер ордена Двойного белого креста 1 класса                                                   |                |
| Германия                | 2003—             | Кавалер специальной степени ордена «За заслуги перед Федеративной Республикой Германия»          | Кавалер специальной степени ордена «За заслуги перед Федеративной Республикой Германия»          |                |
| Румыния                 | 2003—             | Кавалер цепи ордена Звезды Румынии                                                               | Кавалер цепи ордена Звезды Румынии                                                               |                |
| Таиланд                 | 2003—             | Кавалер ордена Раджамитрабхорна                                                                  | Кавалер ордена Раджамитрабхорна                                                                  | ร.ม.ภ.         |
| Малайзия                | 2005—             | Кавалер цепи ордена Короны Королевства                                                           | Кавалер цепи ордена Короны Королевства                                                           | DMN            |
| Бразилия                | 2007—             | Кавалер цепи ордена Южного Креста                                                                | Кавалер цепи ордена Южного Креста                                                                |                |
| Болгария                | 2007—             | Кавалер ордена «Стара планина» с лентой                                                          | Кавалер ордена «Стара планина» с лентой                                                          |                |
| Нидерланды              | 2007—             | Кавалер Большого креста ордена Нидерландского льва                                               | Кавалер Большого креста ордена Нидерландского льва                                               |                |
| Люксембург · Нидерланды | 2008—             | Рыцарь ордена Золотого льва Нассау                                                               | Рыцарь ордена Золотого льва Нассау                                                               |                |
| Мексика                 | 2008—             | Кавалер Большого креста ордена Ацтекского орла                                                   | Кавалер Большого креста ордена Ацтекского орла                                                   |                |
| Португалия              | 2 мая 2008—       | Кавалер Большой цепи ордена Сантьяго и меча                                                      | Кавалер Большой цепи ордена Сантьяго и меча                                                      | GColSE         |
| Украина                 | 29 сентября 2008— | Кавалер ордена Свободы                                                                           | Кавалер ордена Свободы                                                                           |                |
| Дания                   | 16 апреля 2010—   | Памятная медаль «70-летие королевы Маргрете II»                                                  | Памятная медаль «70-летие королевы Маргрете II»                                                  | EM.16.apr.2010 |
| Эстония                 | 18 января 2011—   | Кавалер Большого креста ордена Белой звезды                                                      | Кавалер Большого креста ордена Белой звезды                                                      |                |
| Финляндия               | 2012—             | Командор Большого креста ордена Белой розы                                                       | Командор Большого креста ордена Белой розы                                                       |                |
| Турция                  | март 2013—        | Кавалер ордена Турецкой Республики                                                               | Кавалер ордена Турецкой Республики                                                               |                |
| Тунис                   | 2015—             | Кавалер Большой ленты ордена Республики                                                          | Кавалер Большой ленты ордена Республики                                                          |                |
| Литва                   | 2015—             | Кавалер цепи                                                                                     | ордена Витаутаса Великого                                                                        |                |
| Литва                   | 21 ноября 1995—   | Кавалер Большого креста                                                                          | ордена Витаутаса Великого                                                                        |                |
| Дания                   | 16 апреля 2015—   | Памятная медаль «75-летие королевы Маргрете II»                                                  | Памятная медаль «75-летие королевы Маргрете II»                                                  | EM.16.apr.2015 |
| Норвегия                | 17 января 2016—   | Памятная медаль Серебряного юбилея короля Харальда V                                             | Памятная медаль Серебряного юбилея короля Харальда V                                             |                |
| Индонезия               | 22 мая 2017—      | Кавалер ордена Звезды Индонезии 1 класса                                                         | Кавалер ордена Звезды Индонезии 1 класса                                                         |                |

## Титул
- Его Величество король Швеции (Sveriges Konung)